# أحمد بن نظام الملك
ضياء المُلك أبو نصر أحمد ابن نظام الملك، أشهر وزراء الدولة السلجوقية ثم للخلافة العباسية وهو ابن رأس الوزراء نظام الملك الحسن بن علي الطوسي. وزر للخليفة وللسلطان وآخر ما وزر للمسترشد بالله، ثم عزل بعد سنة وشهر، ولزم داره. وكان صدرا محتشما، يملأ العين.

## سيرته
ولد أحمد في بلخ، وهو ابن نظام الملك والأميرة الجورجية ابنة أخ أو ابنة باغرات الثالث ملك جورجيا. خلال حياة والده، عاش أحمد في مدينتي همدان وأصفهان، واستمر في ذلك بعد سنوات قليلة من وفاة والده. في عام 1106/1107 ذهب إلى بلاط السلطان محمد الأول ليقدم شكوى ضد رئيس همدان. عندما وصل أحمد إلى المحكمة، عينه محمد وزيراً له، بدلاً من سعد الملك أبو المحاسن الذي أعدم مؤخراً بشبهة البدعة.يرجع التعيين بشكل أساسي إلى سمعة والد أحمد. ثم نال عدة ألقاب حملها والده (قيام الدين ، صدر الإسلام ، نظام الملك).
كان أحمد وزيراً لمدة أربع سنوات، وفي 1107/1108 رافق السلطان محمد الأول أثناء حملته في العراق، حيث تمكن جيشه من هزيمة وقتل الحاكم المزيدي سيف الدولة صدقة بن منصور ، الذي حمل لقب «ملك الدولة». في عام 1109، أرسل محمد الأول أحمد وشافلي ساقافو للاستيلاء على الحصون الإسماعيلية في ألموت وأوستافاند، لكنهم فشلوا في تحقيق أي نتيجة حاسمة وانسحبوا. في عام 1110 ، حاول إسماعيلي اغتيال أحمد في مسجد ببغداد، لكنه فشل في ذلك. تم استبدال أحمد بفترة وجيزة بخاطر الملك أبو منصور ميبودي كوزير لإمبراطورية سلاجقه. وفقًا لإبن الأثير، ترك أحمد الحكم بعد ذلك ليعيش حياة خاصة في بغداد، ولكن وفقًا لأنوشيروان بن خالد ، فقد سجنه محمد لمدة عشر سنوات.
في عام 1122 ، كان محمود الثاني ابن محمد الأول، سلطان الإمبراطورية السلجوقية، مع ابن آخر لنظام الملك (شمس الملك عثمان) وزيرًا له. خلال نفس العام، خلع الخليفة العباسي المسترشد وزيره عميد الدولة جلال الدين حسن بن علي وسجنه. ثم فرض محمود الثاني أحمد كوزير للمسترشد. قاتل أحمد فيما بعد ضد المزيدي دبيس بن صدقة. كما قام أحمد بتحصين الأسوار المحيطة ببغداد. بعد عام واحد ، أقال محمود الثاني شمس الملك عثمان وأعدمه. ثم انتهز الخليفة العباسي هذه الفرصة للتخلص من أحمد كوزير له.ثم تقاعد أحمد في مدرسة النظامية في بغداد أسسها والده، حيث عاش آخر 25 عامًا من حياته، وتوفي عام 1149/1150.